# Manuel de Ascásubi
Manuel de Ascásubi y Matheu (Quito, 30 dicembre 1804 – Quito, 25 dicembre 1876) è stato un politico ecuadoriano, presidente ad interim dell'Ecuador per due volte.